# Леонова Світлана Миколаївна
Світлана Миколаївна Леонова (нар. 2 вересня 1974, Миколаїв) — українська майстриня художнього різьблення; членкиня Миколаївського обласного народного творчого об'єднання художників-аматорів та майстрів декоративно-прикладного мистецтва «Прибужжя» з 1991 року та Спілки майстрів народного мистецтва України з 1995 року.

## Біографія
Народилася 2 вересня 1974 року в місті Миколаєві (нині Україна). У 1993 році закінчила професійно-технічну школу у селі Ломоносовому Холмогорського району Архангельської області Росії, де здобула спеціальність «майстера художнього різьблення по кістці»; у 1996 році закінчила Заочний народний університет мистецтв у Москві; 2003 року у Миколаївській філії Київського національного університету культури і мистецтв здобула спеціальність «художника, майстра-викладача декоративно-прикладного мистецтва». Виїхала до Німеччини.

## Творчість
Працює у галузі прикладного мистецтва. У техніці різьблення на кістці та розі створює прикраси, скульптури, булави, писанки, скриньки, вази, барельєфи, а також композиції з перламутру, страусиних яєць. Серед робіт:
- колекція прикрас із кістки для Театру мод у Миколаєві;
- скульптури «Баран», «Леви»;
- віяло «Пава»;
- булави «Президентська», «Гетьманська»;
- писанки «Спогад про Київ», «Під небом України»;
- хрест «Святе Письмо»;
- скриньки «Тетяна», «Грифон»;
- ваза «Богоматір і Архангел Михаїл»;
- барельєф Петра Могили.

З 1980 років бере участь у всеукраїнських та міжнародних художніх виставках. Персональні виставки відбулися у Миколаєві у 1997, 2006 роках, Києві у 1999 році.
Окремі твори зберігаються у Миколаївському художньому музеї, Національному музеї декоративного мистецтва України у Києві, в приватних зарубіжних колекціях. Їх отримували в подарунок Президент України Леонід Кучма і його дружина, а також колишній Надзвичайний і Повноважний Посол Французької Республіки в Україні Домінік Шасар.
Авторка посібника «Відродження забутого мистецтва: Українське художнє різьблення по кістці та рогу» (Миколаїв, 2006), в якому розглянуті види та техніки художньої обробки кістки і рогу, описані інструменти та обладнання майстра, на прикладах пояснюється процес виробництва виробів.

## Відзнаки[1]
- Диплом «Майстер року» Національної спілки майстрів народного мистецтва України (1993);
- Диплом «Наші досянгення» в номінації «Нові імена» (2001, до 10-ї річниці незалежності України);
- Міжнародний диплом лауреата II премії в номінації «Художня творчість» (2004, Росія);
- Медаль за IV місце в конкурсі сучасного мистецтва (2005, Італія);
- Почесний титул «Українська мадонна» (2006).